# Bảo tàng Khmer Sóc Trăng
Bảo tàng Khmer Sóc Trăng là một viện bảo tàng tại thành phố Sóc Trăng, tỉnh Sóc Trăng, Việt Nam.

## Địa lý
Bảo tàng Sóc Trăng tọa lạc trên đường Hùng Vương, phường 6, thành phố Sóc Trăng, tỉnh Sóc Trăng.
Bảo tàng nằm đối diện với chùa Khleang
, có phong cách kiến trúc chùa Khmer với mái nhọn và cong đặc trưng. Bảo tàng Khmer là nơi lưu giữ và trưng bày các hiện vật, hình ảnh liên quan đến người Khmer Crôm sinh sống ở vùng Đồng bằng sông Cửu Long nói chung cũng như ở tỉnh Sóc Trăng nói riêng.

## Lịch sử
Đến năm 1986, Sở Văn hóa – Thông tin Hậu Giang tiếp nhận làm Nhà Truyền thống Khmer.
Cuối năm 1992, thành lập Bảo tàng tỉnh Sóc Trăng (Bảo tàng Cách mạng) từ Nhà Truyền thống Khmer.
Đến năm 2002, thành lập Bảo tàng tỉnh Sóc Trăng trên cơ sáp nhập 2 bảo tàng: Bảo tàng Cách mạng và Bảo tàng Văn hóa Khmer.
Hiện nay, thành lập Nhà Trưng bày Văn hóa Khmer Sóc Trăng từ Bảo tàng Khmer và Bảo tàng tỉnh Sóc Trăng.

## Kiến trúc
Bảo tàng khởi công xây dựng năm 1936 và khánh thành năm 1941 với tên gọi Hội Samacum.
Bảo tàng tỉnh Sóc Trăng được xây dựng đầu năm 2006 và hoàn thành năm 2007, bắt đầu mở cửa để phục vụ khách tham quan từ năm 2010.
Bảo tàng gồm có: Nhà Bảo tàng chính, Phòng Trưng bày Văn hóa Khmer và Di tích Khu Căn cứ Tỉnh ủy rừng tràm Mỹ Phước Sóc Trăng.
Bảo tàng có tổng diện tích 12.623 m² với tổng vốn đầu tư 7,5 tỉ đồng. Bảo tàng được thiết kế 1 trệt và 2 lầu:
- Lầu 1 trưng bày về tài nguyên thiên nhiên, lịch sử hình thành và đặc trưng văn hóa và các ngành nghề truyền thống, tôn giáo, tín ngưỡng của 3 dân tộc Kinh – Khmer – Hoa.
- Lầu 2 trưng bày lịch sử kháng chiến chống giặc ngoại xâm của Đảng bộ, quân và dân Sóc Trăng thời gian từ trước những năm 1930 đến nay.

Bảo tàng hiện trưng bày hơn 1.000 hiện vật, tài liệu, hình ảnh, trong đó, đang lưu giữ và trưng bày nhiều hiện vật về 3 dân tộc: Kinh – Khmer – Hoa và các hiện vật trong thời kỳ kháng chiến chống Pháp và chống Mỹ cứu nước của Đảng bộ, quân và dân Sóc Trăng.
Từ đầu năm 2022 đến nay, Bảo tàng tỉnh đã đón 13.595 lượt khách tham quan, tại Nhà Trưng bày văn hóa Khmer.